# برنامج استدامة مفاعل الماء الخفيف

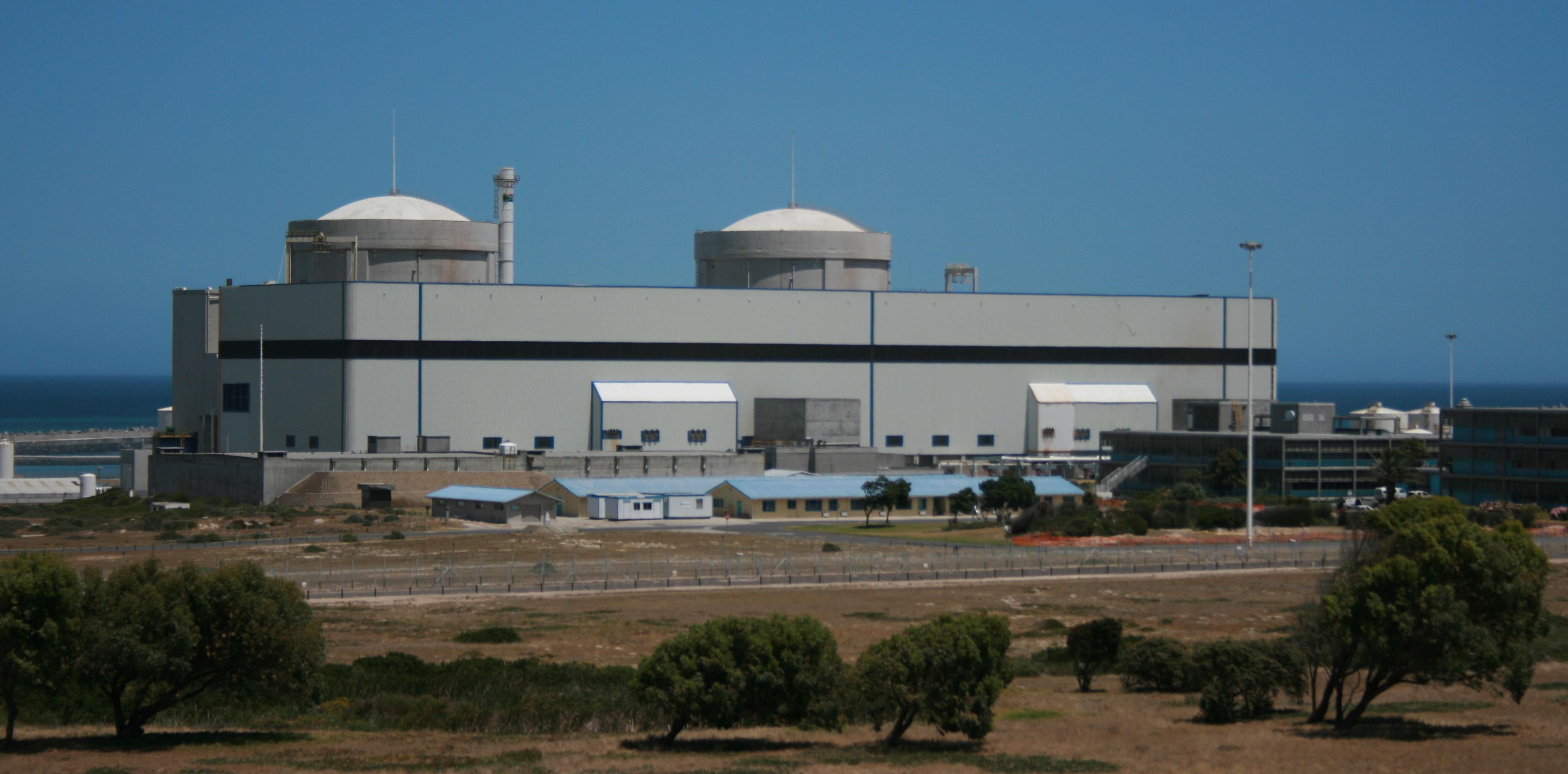
المفاعل النووي كويبرغ لانتاج الكهرباء حيث يحتوي على مفاعلين يعملان باليورانيوم ويستخدم الماء للتهدئة ونقل الحرارة

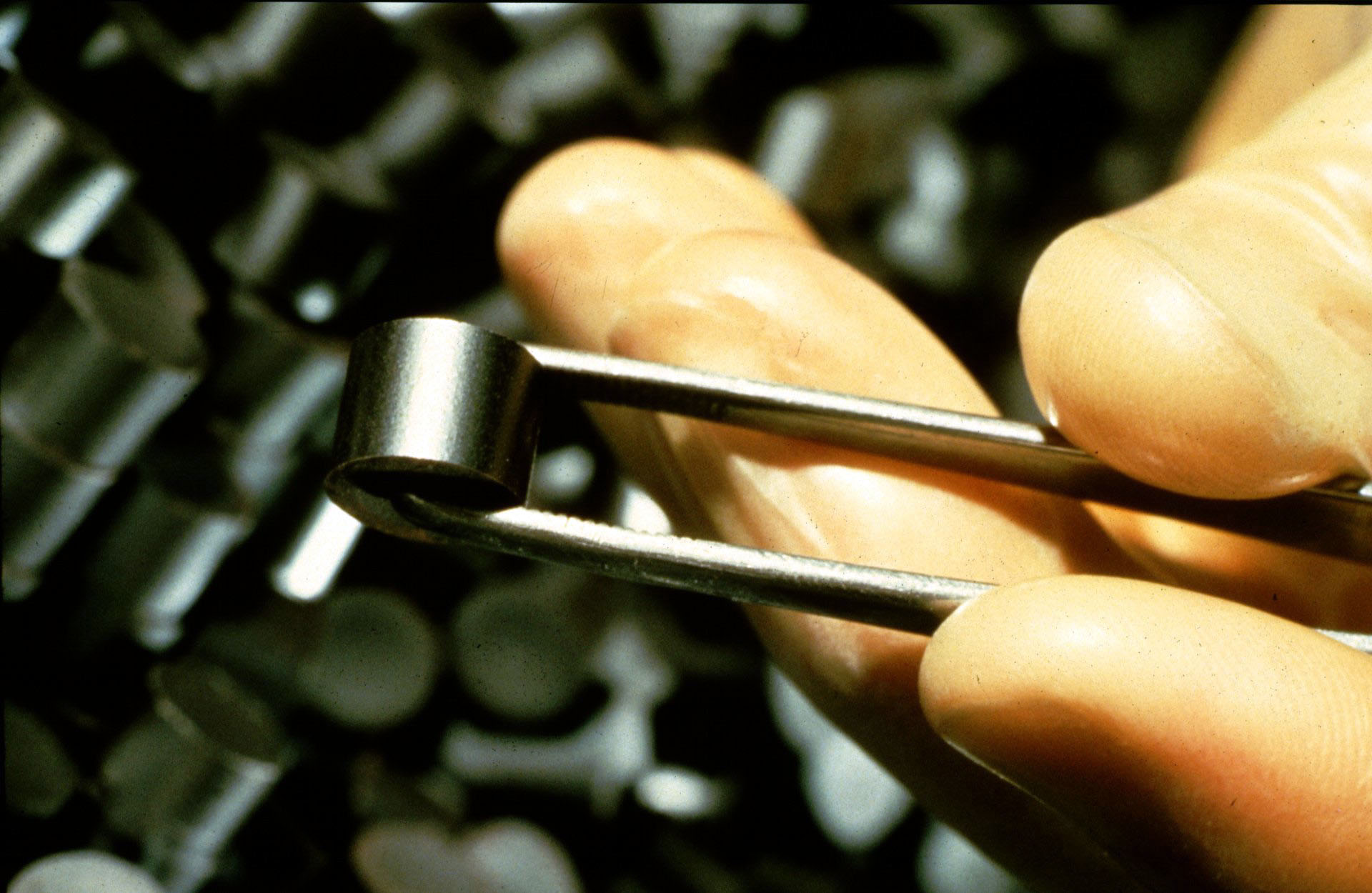
أقراص أكسيد اليورايوم. تعبأ بعد ذلك فوق بعضها البعض في أنابيب بنفس المقطع من الزركونيوم، لتكوين قضيب وقود طوله نحو 4 متر.

برنامج استدامة مفاعل الماء الخفيف هو عبارة عن برنامج حكومي أمريكي للبحث والتطوير. يتم توجيهه من قبل وزارة الطاقة الأمريكية ويهدف إلى إجراء البحوث وتجميع البيانات اللازمة للتأهل للحصول على تراخيص لإطالة عمر 104 من محطات توليد الطاقة النووية الحالية في أمريكا بعد 60 عام من العمر.

## المفاعلات بواسطة الماء الخفيف
جميع محطات الطاقة النووية التجارية المولدة للطاقة الكهربائية حاليا في الولايات المتحدة هي مفاعلات تعمل بالماء الخفيف مما يعني أنها تستخدم الماء العادي (الخفيف) كمبرد.
يعتمد أساس المشروع على الحقائق التالية:
من المتوقع أن يزداد الطلب على الكهرباء زيادة كبيرة في الولايات المتحدة وايضا لديها أهداف لخفض انبعاثات ثاني أكسيد الكربون بشكل ملحوظ.

## عهد باراك اوباما
صرح باراك أوباما خلال حملته الرئاسية أن «الطاقة النووية تمثل أكثر من 70٪ من الكهرباء المولدة من غير الكربون ومن غير المرجح أن نتمكن من تحقيق أهدافنا المناخية إذا أزلنا الطاقة النووية كخيار».

## آلية العمل
يعمل برنامج استدامة مفاعل الماء الخفيف على فرضية أن الكهرباء من محطات التوليد النووية كمصدر خالي من الكربون ويمكن بل ويجب أن تلعب دور مهم كجزء من الحل الشامل لكلا هذين الاحتياجات.

## مكونات البرنامج
يركز برنامج استدامة مفاعل الماء الخفيف على أربعة مجالات رئيسية هي:
- تقادم المواد وتدهورها
- الأجهزة المتقدمة وتقنية المعلومات
- أنظمة التحكم
- الوقود النووي لمفاعل الماء الخفيف المتقدم
- الأمن والسلامة النووية